# Лойтенеггер, Карин
Кари́н Лойтене́ггер (нем. Karin Leutenegger; род. 10 апреля 1962, Бишофсцелль, Тургау) — швейцарская кёрлингистка.
В составе женской сборной Швейцарии участвовала в чемпионате мира 1990 (заняли седьмое место) и чемпионате Европы 1991 (заняли шестое место). Чемпионка Швейцарии среди женщин и смешанных команд.
Играла на позиции четвёртого, была скипом команды.

## Достижения
- Чемпионат Швейцарии по кёрлингу среди женщин: золото (1990).
- Чемпионат Швейцарии по кёрлингу среди смешанных команд: золото (1982).
- Чемпионат Швейцарии по кёрлингу среди ветеранов: бронза (2018, 2025).

## Команды
| Сезон                          | Четвёртый            | Третий               | Второй                 | Первый            | Запасной             | Турниры                      |
| ------------------------------ | -------------------- | -------------------- | ---------------------- | ----------------- | -------------------- | ---------------------------- |
| 1989—90                        | Бригитта Лойтенеггер | Гизела Петер         | Марианна Гуткнехт      | Карин Лойтенеггер |                      | ЧШЖ 1990 · ЧМ 1990 (7 место) |
| 1991—92                        | Бригитта Лойтенеггер | Гизела Петер         | Карин Лойтенеггер      | Helga Greiner     | Susanne Geissbühler  | ЧЕ 1991 (6 место)            |
| 2017—18                        | Марианн Флотрон      | Erna Widmer          | Ursi Humbel            | Карин Лойтенеггер |                      | ЧШВ 2018                     |
| 2024—25                        | Марианн Флотрон      | Мирьям Отт           | Карин Лойтенеггер Баур | Monika Stadelmann | Ursula Humbel-Schmid | ЧШВ 2025                     |
| Кёрлинг среди смешанных команд |                      |                      |                        |                   |                      |                              |
| 1981—82                        | Урс Штудер           | Бригитта Лойтенеггер | Юрг Штудер             | Карин Лойтенеггер |                      | ЧШСК 1982                    |

(скипы выделены полужирным шрифтом)